# Circonscription départementale du Rhône
La circonscription départementale du Rhône, appelée aussi le « département du Rhône » par les services de l'État, est une circonscription administrative déconcentrée de l'État français. L'Insee et La Poste lui attribuent le code 69.
Depuis le 1er janvier 2015, elle a la particularité de s'étendre sur le territoire de deux collectivités territoriales : le département du Rhône (code Insee : 69D) et la métropole de Lyon (code Insee : 69M). Elle correspond au territoire du département du Rhône (69) avant la séparation de la métropole de Lyon et du département.

## Législation
Le territoire du Rhône constituait jusqu'au 1er janvier 2015 une circonscription départementale des services déconcentrés de l'État au sens de l'article 2 de la loi du 6 février 1992 relative à l'administration territoriale de la République.

Carte de la circonscription départementale du Rhône et ses arrondissements, sa préfecture et sa sous-préfecture.

La loi MAPTAM du 27 janvier 2014 crée sur le territoire du Grand Lyon, en lieu et place du département du Rhône, une collectivité à statut particulier : la métropole de Lyon. Elle exerce en même temps les compétences d'une intercommunalité et d'un département,. 
Toutefois, plutôt que de créer une représentation de l'État et des services déconcentrés spécifiques, il est décidé par une ordonnance du 19 décembre 2014 que « L'évolution des limites des collectivités territoriales est sans incidence sur les circonscriptions administratives de l'État. » Dès lors, la compétence territoriale du préfet du Rhône s'étend sur la métropole de Lyon et le département du Rhône. Par ailleurs, l'ordonnance prévoit également que « Dans la circonscription départementale du Rhône et sauf disposition contraire, les établissements publics, les établissements d'utilité publique, les ordres professionnels et les associations dont l'existence est prévue par la loi ou le règlement à l'échelle du département sont compétents sur l'ensemble du territoire du département du Rhône et de la métropole de Lyon. »
Un arrêté préfectoral redécoupe les arrondissements du Rhône afin que l'arrondissement de Lyon intègre totalement le territoire de la métropole. Celui-ci est cependant redécoupé au 1er février 2017 et intègre depuis cette date huit intercommunalités du sud du département du Rhône en plus de la métropole.
Ainsi, la préfecture de la circonscription départementale du Rhône demeure à Lyon et sa sous-préfecture à Villefranche-sur-Saône, chef-lieu d'arrondissement.

## Démographie
En 2022, le département comptait 1 907 982 habitants, en évolution de +3,93 % par rapport à 2016 (France hors Mayotte : +2,11 %).
| 1801    | 1806    | 1831    | 1836    | 1841    | 1851    | 1856    | 1861    | 1866    |
| ------- | ------- | ------- | ------- | ------- | ------- | ------- | ------- | ------- |
| 299 390 | 340 980 | 434 429 | 482 024 | 500 831 | 574 745 | 625 991 | 662 493 | 678 648 |

| 1872    | 1876    | 1881    | 1886    | 1891    | 1896    | 1901    | 1906    | 1911    |
| ------- | ------- | ------- | ------- | ------- | ------- | ------- | ------- | ------- |
| 670 247 | 705 131 | 741 470 | 772 912 | 806 737 | 839 329 | 843 179 | 858 907 | 915 581 |

| 1921    | 1926    | 1931      | 1936      | 1946    | 1954    | 1962      | 1968      | 1975      |
| ------- | ------- | --------- | --------- | ------- | ------- | --------- | --------- | --------- |
| 956 566 | 993 915 | 1 046 028 | 1 028 379 | 918 866 | 966 782 | 1 116 664 | 1 325 571 | 1 429 647 |

| 1982      | 1990      | 1999      | 2006      | 2011      | 2016      | 2021      | 2022      | - |
| --------- | --------- | --------- | --------- | --------- | --------- | --------- | --------- | - |
| 1 445 208 | 1 508 966 | 1 578 869 | 1 669 655 | 1 744 236 | 1 835 903 | 1 893 692 | 1 907 982 | - |

## Avenir institutionnel de la collectivité
Depuis les élections métropolitaines de 2020 et le changement de majorité, des maires issus principalement de la douzième circonscription du Rhône mécontents du fonctionnement métropolitain demandent des réformes en profondeur et menacent de quitter la métropole de Lyon,.